# Gama aeneotincta
Gama aeneotincta är en skalbaggsart som beskrevs av Moser 1918. Gama aeneotincta ingår i släktet Gama och familjen Melolonthidae. Inga underarter finns listade i Catalogue of Life.